# Bistum Regensburg
Das Bistum Regensburg (lateinisch Dioecesis Ratisbonensis) ist eine römisch-katholische Diözese im Osten von Bayern und umfasst große Teile der Regierungsbezirke Oberpfalz und Niederbayern, sowie kleinere Teile von Oberfranken und Oberbayern. Regensburg ist das flächenmäßig größte Bistum Bayerns.

## Geschichte

### Antike und Mittelalter
Erste Spuren christlichen Lebens sind in Regensburg für die zweite Hälfte des vierten Jahrhunderts belegt. Das Christentum breitete sich in den folgenden Jahrhunderten weiter aus. Die Missionare Emmeram (gestorben um 700), Erhard (gestorben um 715) und Rupert (gestorben um 718) fanden christliches Leben vor. An der Wende vom siebten zum achten Jahrhundert verkündete Bischof Emmeram den Glauben, bevor er in Kleinhelfendorf als Märtyrer starb. Auf ihn folgte der Missionar Erhard als Verkünder des christlichen Glaubens in Regensburg. 739 wurde das Bistum Regensburg offiziell von Bischof Bonifatius errichtet, der Gaubald als ersten Bischof von Regensburg einsetzte; dieser war zugleich Abt von St. Emmeram. Die Personalunion zwischen Bischofsstuhl und Abtswürde wurde erst 975 durch Bischof Wolfgang gelöst. In der Folgezeit zeichnete sich in Regensburg ein „Klosterfrühling“ ab, der zu zahlreichen Klostergründungen im Bistum führte. Von Regensburg aus wurde zudem Böhmen missioniert; Zeuge dafür ist etwa die Taufe von 14 böhmischen Fürsten in Regensburg 854. Eine bedeutende Rolle für das Bistum Regensburg spielte im frühen Mittelalter Wolfgang. Nach Stationen als Leiter der Domschule in Trier, Mitarbeiter der kaiserlichen Kanzlei in Köln und Mönch in Einsiedeln wurde Wolfgang 972 zum Bischof von Regensburg ernannt. Wolfgang willigte in die Abtrennung des Bistums Prag ein, löste die Personalunion von Bischof und Abt von St. Emmeram und trieb Klosterreformen voran.
Im Hochmittelalter nahm Regensburg als Hauptstadt des bayerischen Herzogtums politisch eine bedeutende Rolle ein. Zahlreiche Reichsversammlungen fanden in Regensburg statt. Im Hochstift Regensburg übte der Regensburger Bischof weltliche Rechte als Landesherr aus. Das Herrschaftsgebiet des Bischofs war allerdings relativ klein und damit auch die wirtschaftliche Macht begrenzt.
Von 1260 bis 1262 war Albertus Magnus Bischof von Regensburg. Albertus Magnus beschäftigte sich als Wissenschaftler mit Theologie, Philosophie und Naturwissenschaften. Als Bischof von Regensburg konsolidierte er die Finanzlage im Bistum und bereiste seine Pfarreien. Nach nur zwei Jahren gab er die Leitung des Bistums wieder ab; Grund dafür könnte sein Wunsch gewesen sein, wieder in der Wissenschaft zu arbeiten.

### Reformation und Neuzeit
Im Zuge der Reformation wurden Teile des Bistums Regensburg protestantisch, ab 1542 auch die Stadt Regensburg selbst. Nach Zeiten der konfessionellen Auseinandersetzungen etablierte sich ab 1635 ein friedliches Zusammenleben zwischen Katholiken und Protestanten. Ab dem 16. Jahrhundert nahm in Regensburg der Einfluss der bayerischen Herrscher auf das Bistum zu. Eine lange Kette Regensburger Bischöfe gehörte dem Haus Wittelsbach an. So versuchte der Herzog, politischen Einfluss auf die Kirche zu nehmen. Während der Barockzeit wurde das Frömmigkeitsleben durch Volksmissionen, geistliche Spiele und Prozessionen, Feste und Andachten geprägt.

### 19. Jahrhundert
Schwer getroffen wurde das Bistum Regensburg 1803 von der Säkularisation: Als Ausgleich für verlorengegangene linksrheinische Gebiete sollten die weltlichen Herrscher durch die Auflösung von Kirchengut und ihren Übergang in deren eigene Hand entschädigt werden. Mit zahlreichen aufgelösten Klöstern gingen nicht nur Stätten der Religion, sondern auch Zentren von Kunst und Gelehrsamkeit sowie Bildungsorte unter. Dies betraf etwa die Bibliotheken in Mallersdorf oder Waldsassen. Ebenfalls im Zuge der Umwälzungen der Säkularisation wurde Karl Theodor von Dalberg Bischof von Regensburg. Sein ursprüngliches Bistum Konstanz war aufgelöst worden, Dalberg aber als Bischof von Regensburg eingesetzt. Zudem war er Metropolit für alle deutschen Diözesen außerhalb des preußischen und österreichischen Herrschaftsgebiets. 1810 endete die Herrschaft Dalbergs, der mit dem Großherzogtum Frankfurt entschädigt wurde; nach der Völkerschlacht von Leipzig kehrte Dalberg nach Regensburg zurück, um dort ausschließlich als Bischof weiter tätig zu sein. In Regensburg sanierte Dalberg die finanzielle Situation der Stadt, reformierte das Bürgerrecht, förderte das Schulwesen und ordnete das Armen- und Fürsorgewesen neu.
Von 1829 bis 1832 war Johann Michael von Sailer Bischof von Regensburg. Als Theologe griff er die Impulse der Aufklärung positiv auf und prägte als Erzieher eine ganze Generation angehender Priester. In seine Theologie band er Anregungen aus Philosophie, Psychologie und Pädagogik ein. Als Bischof kämpfte er für die Wiederherstellung der durch die Säkularisation aufgelösten Klöster und führte zahlreiche Pastoralreisen durch. 1830 konnte das Kloster Metten wieder hergestellt werden.
Von 1858 bis 1906 war Ignatius von Senestréy Bischof von Regensburg. Er setzte sich auf dem Ersten Vatikanischen Konzil mit Nachdruck für die Definition der päpstlichen Unfehlbarkeit ein. In Regensburg ließ er die nicht vollendeten Türme des Regensburger Domes vollenden und ließ in dem durch seine Initiative aufgelösten Schottenkloster das noch heute bestehende Priesterseminar einrichten. In seine Regierungszeit fällt auch die als     „Kulturkampf“ bekannte Auseinandersetzung zwischen Kirche und Staat, die sich etwa im „Kanzelparaghraphen“ im Strafgesetzbuch zeigte oder in weiteren Repressalien gegenüber der Kirche.

### 20. Jahrhundert
Zum Beginn des 20. Jahrhunderts blühte das religiöse Leben in Regensburg auf. So errichtete etwa Bischof Antonius von Henle 50 neue Pfarreien und zahlreiche religiöse Vereine wurden gegründet. Ab 1927 bis 1961 war Michael Buchberger Bischof von Regensburg. In diese Zeit fielen auch die Auseinandersetzungen mit dem Nationalsozialismus. Buchberger hatte früh erkannt, dass Kirche und Nationalsozialismus miteinander nicht vereinbart werden konnten. Zugleich hatte dessen Gefahr zunächst dennoch unterschätzt und sah seine Aufgabe darin, die Kirche nicht zu gefährden.
Die Nationalsozialisten übten Druck auf kirchlich geführte Schulen und kirchliche Jugendverbände aus. Auch Priester, Ordensleute und Laien wurden verfolgt. Insgesamt wurden zwei Geistliche hingerichtet, ein Geistlicher ermordet. Sechs Geistliche wurden mit „Zuchthaus“ bestraft, 20 mit Gefängnis, acht mit Haft im Konzentrationslager. Daneben wurden weitere Maßnahmen gegen den Klerus ergriffen: siebzehnmal wurde Untersuchungshaft angeordnet, siebenundzwanzigmal Polizeihaft, fünfundvierzigmal Schutzhaft; es fanden fünfundfünfzig Hausdurchsuchungen statt, zehn Ausweisungen wurden ausgesprochen, vierundsiebzig Schulverbote, 122 Androhungen, Verwarnungen und Vorladungen durch Parteistellen, 346 Verhöre, Vorladungen und Verwarnungen durch Staatsstellen durchgeführt, 53 Beschlagnahmungen, 79 Geldstrafen, 14 Strafen mit Sicherungsgeld. Die Verfolgung durch die Nationalsozialisten traf auch Ordenschristen: Hier gab es einen Todesfall in einem Konzentrationslager, einmal Haft im Konzentrationslager, zweimal Gefängnisstrafen, dreimal Schutzhaft. Unter den Opfern sticht besonders der Domprediger Johann Maier hervor.
Nach dem Ende des Krieges engagierte sich die Kirche bei der Linderung der materiellen Not: Die Caritas kümmerte sich um die Integration der Heimatvertriebenen, um Familienzusammenführungen, um Verpflegung und Unterkunft. Bischof Buchberger gründete das Diözesan-Wohnungs- und Siedlungswerk. Buchberger ließ zudem von 1946 bis 1961 beinahe 100 Kirchen neu bauen, erweitern oder restaurieren. 60 neue Pfarreien und Kuratien wurden errichtet.
Ab 1962 war Bischof Rudolf Graber Bischof von Regensburg. In seine Regierungszeit fällt die Gründung der Universität Regensburg mit einer katholischen Fakultät. Zudem sorgte Rudolf Graber sich um die Verständigung mit der Ostkirche und gründete daher das „Ostkirchliche Institut.“ 1966 gründete er das Institutum Marianum. Nach dem Zweiten Vatikanischen Konzil stand er der Ausrichtung der Deutschen Bischofskonferenz kritisch gegenüber.

### 21. Jahrhundert
Am 24. November 2002 wurde der Theologieprofessor Gerhard Ludwig Müller im Regensburger Dom zum Bischof geweiht. In seine Amtszeit fällt der Besuch von Papst Benedikt XVI. in Bayern, der ihn vom 11. bis 14. September 2006 nach Regensburg führte. 2003 gründete Gerhard Ludwig Müller die Schulstiftung der Diözese Regensburg, die Träger von 14 kirchlichen Schulen im Bistum ist.
Seit dem 26. Januar 2013 leitet Rudolf Voderholzer als Bischof das Bistum Regensburg. In seine Amtszeit fiel insbesondere der 99. Deutsche Katholikentag, der 2014 in Regensburg stattfand und an dem knapp 50.000 Besucher teilnahmen.
Den seit 2010 bekannt werdenden Fällen von Körperverletzungen und sexuellem Missbrauch durch kirchliche Angestellte begegnete das Bistum Regensburg mit einer Studie aus dem Bereich der Regensburger Domspatzen, der Gründung eines Beratungsgremiums, das unter anderem mit Betroffenen besetzt ist, sowie der Zahlung von 10.406.550 Euro als Entschädigungsleistungen an Betroffene von Körperverletzungen und sexuellem Missbrauch (Stand 2020).

## Bistumsgliederung
Das Bistum Regensburg ist ein Suffraganbistum des Erzbistums München und Freising. Es gliedert sich in acht Regionen, denen insgesamt 33 Dekanate zugeordnet waren. Jeder Region ist ein Regionaldekan zugeordnet, der vom Bischof auf zehn Jahre ernannt wird.
| Region                                  | Dekanate                                                                                     |
| --------------------------------------- | -------------------------------------------------------------------------------------------- |
| Region I – Regensburg                   | Alteglofsheim-Schierling, Donaustauf, Laaber, Regensburg und Regenstauf                      |
| Region II – Landshut                    | Dingolfing, Eggenfelden, Frontenhausen-Pilsting, Landshut-Altheim, Rottenburg und Vilsbiburg |
| Region III – Straubing – Deggendorf     | Bogenberg-Pondorf, Deggendorf-Plattling, Geiselhöring, Straubing und Viechtach               |
| Region IV – Kelheim                     | Abensberg-Mainburg, Geisenfeld, Kelheim und Pförring                                         |
| Region V – Cham                         | Cham, Kötzting, Neunburg-Oberviechtach und Roding                                            |
| Region VI – Amberg – Schwandorf         | Amberg-Ensdorf, Schwandorf und Sulzbach-Hirschau                                             |
| Region VII – Weiden                     | Leuchtenberg, Nabburg, Neustadt/WN und Weiden                                                |
| Region VIII – Tirschenreuth – Wunsiedel | Kemnath-Wunsiedel und Tirschenreuth                                                          |

Zum 1. März 2022 wurden mehrere Dekanate zusammengelegt, so dass die Anzahl der Dekanate von 33 auf 15 schrumpfte:
| Region                                | Dekanate                                                                           |
| ------------------------------------- | ---------------------------------------------------------------------------------- |
| Region I – Regensburg                 | Dekanat Regensburg-Stadt, Dekanat Laaber-Regenstauf, Dekanat Donaustauf-Schierling |
| Region II – Landshut                  | Dekanat Landshut, Dekanat Dingolfing-Eggenfelden                                   |
| Region III – Straubing–Deggendorf     | Dekanat Straubing-Bogen, Dekanat Deggendorf-Viechtach                              |
| Region IV – Kelheim                   | Dekanat Kelheim, Dekanat Geisenfeld-Pförring                                       |
| Region V – Cham                       | Dekanat Cham, Dekanat Nabburg-Neunburg                                             |
| Region VI – Amberg–Schwandorf         | Dekanat Amberg–Sulzbach, Dekanat Schwandorf                                        |
| Region VII – Weiden                   | Dekanat Neustadt–Weiden                                                            |
| Region VIII – Tirschenreuth–Wunsiedel | Dekanat Tirschenreuth–Wunsiedel                                                    |

## Domkapitel
Die Hauptaufgabe des Domkapitels sind die liturgischen Feiern im Dom St. Peter. Das Gremium zählt aktuell (Stand 1. Oktober 2023) zehn Mitglieder:
- Dompropst: Franz Frühmorgen
- Domdekan: Generalvikar Roland Batz
- Acht Domkapitulare: die beiden Weihbischöfe Reinhard Pappenberger und Josef Graf, Michael Fuchs, Domcustos Johann Ammer, Josef Kreiml, Michael Dreßel, Martin Priller und Offizial Peter Stier.[46]
- Die Domvikare sind dem Domkapitel zugeordnet: Harald Scharf, Georg F. X. Schwager, Werner Schrüfer, Bischofskaplan Claudio Alves Pereira, Schulseelsorger Andreas Albert und Ulrich Eigendorf. Die Domvikare haben kein Stimmrecht im Domkapitel.

## Ordinariatskonferenz
Die Ordinariatskonferenz unterstützt den Bischof in seiner Leitungsfunktion für das Bistum. Ihre Mitglieder sind die Domkapitulare, Ordinariatsrätin María Luisa Öfele (Orden) und Ordinariatsrat Erwin Saiko (Finanzdirektor).
Der Generalvikar ist der Stellvertreter des Diözesanbischofs (Ortsordinarius) und führt in seinem Auftrag die Verwaltung. Die Generalvikare erhielten erst mit den zwanziger Jahren des 19. Jahrhunderts und der kirchlichen Neuordnung ihre heutige Bedeutung. Karl Theodor von Dalberg hatte noch auf einen Generalvikar verzichtet, danach beginnt die ununterbrochene Reihe mit Johann Michael Sailer und setzt sich bis heute fort mit Roland Batz.
Daneben gibt es Domkapitulare bzw. Ordinariatsräte, die für Caritas, Schulen, Ausbildung, Personal, Orden, Finanzen und Ähnliches zuständig sind.
Bevor mit Johann Michael Sailer wieder ein wirklicher Seelsorger die Regensburger Kathedra bestieg und Verwaltung und Seelsorge im Bistum selbst übernahm, war das wichtigste Amt das des Weihbischofs. Die Weihbischöfe waren einst ordentlich geweihte Bischöfe, die auf Grund politischer Wirren wie z. B. der Eroberung der iberischen Halbinsel durch muslimische Truppen ihre Heimatdiözesen verlassen haben. Im Heiligen Römischen Reich fanden sie bei ihren lateinischen Amtsbrüdern Asyl. Oft kam dies den Oberhirten sehr gelegen, da sie die höheren Weihen nicht empfangen konnten oder wollten. So übernahmen die geweihten Bischöfe die Aufgaben der Sakramentenspendung wie die Firmung und die Priesterweihen. So entstanden der Begriff und dann das Amt des Weihbischofs. Vor allem die Regensburger Bischöfe aus dem Hause Wittelsbach nutzten die Hilfe der Weihbischöfe, da sie fast nie persönlich im Bistum weilten. Einer der wichtigsten Weihbischöfe dieser Zeit war Gottfried Langwerth von Simmern (1669–1741), Titularbischof von Germanicopolis. Seit Mitte des 15. Jahrhunderts wird die Liste ununterbrochen weitergeführt. Der Letzte in der Reihe war Weihbischof Vinzenz Guggenberger, Titularbischof von Abziri.
Domkapitular Monsignore Reinhard Pappenberger wurde am 6. Februar 2007 durch Papst Benedikt XVI. zum Titularbischof von Aptuca und Weihbischof in Regensburg ernannt; Bischof Gerhard Ludwig Müller spendete ihm am 25. März desselben Jahres im Regensburger Dom die Bischofsweihe.

## Finanzierung
Mit Blick auf die Finanzierung des Bistums Regensburg lassen sich verschiedene Rechtsträger unterschieden. Davon unabhängig sind die einzelnen Pfarrkirchenstiftungen, die nicht auf Bistumseben, sondern auf Pfarrebene agieren. Ebenfalls unabhängig davon sind selbstständige Fachverbände, eigenständige Vereine sowie die Orden und geistlichen Gemeinschaften.
Erträge generiert das Bistum Regensburg aus Kirchensteuermittel. Dazu kommen Erträge aus Mieten, Pachten und Nebenkosten, Zuschüsse, Erträge aus Finanzanlagevermögen und weitere Erträge. Dem stehen die Aufwendungen gegenüber, also Zuschüsse der Diözese an andere kirchliche Rechtsträger. Das Eigenkapital des Bistums Regensburg errechnet sich aus dem vorhandenen Vermögen abzüglich der bestehenden Verpflichtungen etwa den Mitarbeitenden gegenüber. Das Nettovermögen stellt das Eigenkapital abzüglich der zweckgebundenen Rücklagen, die sachlich gebunden sind, dar. Die Bilanzierung im Bistum Regensburg erfolgt freiwillig auf der Grundlage der Vorschriften des Handelsgesetzbuches für große Kapitalgesellschaften. Für das Jahr 2019 ergaben sich so folgende Summen:
| Aufwendungen  | 368,8 Millionen Euro |
| Erträge       | 393,8 Millionen Euro |
| Eigenkapital  | 913,7 Millionen Euro |
| Nettovermögen | 156,0 Millionen Euro |

Verschiedene Gremien im Bistum Regensburg übernehmen die Kontrolle der Finanzen. Der Diözesansteuerausschuss kontrolliert die Verwendung der Kirchensteuermittel. Insgesamt 16 Mitglieder sind vertreten, die Mehrheit von ihnen sind Laien. Sie unterliegen keiner Weisung. Die Laien-Mitglieder bringen zudem wirtschaftliches Wissen in das Gremium ein. Der Diözesan-Vermögensverwaltungsrat überwacht die Finanzen der Bischöflichen Administration. Eigene Stiftungsräte übernehmen die Kontrolle für die „Stiftung Kirchenmusikschule Regensburg“ und für die Schulstiftung der Diözese Regensburg. Für die Caritas übernimmt der Caritasrat die finanzielle Aufsicht.
Das Bistum Regensburg legt jedes Jahr einen ausführlichen Bilanzbericht vor. Im Rahmen einer Transparenzinitiative werden die entsprechend beglaubigten Jahresberichte seit 2017 mit weiterführenden Hinweisen auf einer eigenen Homepage dargestellt. Bis 2017 arbeitete das Bistum Regensburg mit kameralistischen Haushalten; auch diese wurden seit 1974 jährlich veröffentlicht und standen der Allgemeinheit zur Einsicht zur Verfügung.

## Kirchliche Einrichtungen

### Bistumsarchiv
Das Bischöfliche Zentralarchiv Regensburg bewahrt die Bestände der Diözesanverwaltung, des Domkapitels, Pfarr- und Dekanatsarchive, einzelne Kloster-, Stifts-, Ordens-, Vereins- und Verbandsarchive sowie Nachlässe und Sammlungen, insgesamt fast 20.000 Urkunden (seit dem 12. Jahrhundert) und über 4000 laufende Meter Akten. Seit 1971 ist es in Räumen des Stiftes Obermünster untergebracht. Das Bischöfliche Zentralarchiv enthielt darüber hinaus auch 3469 Bände von Kirchenbüchern der früher zum Deutschen Reich gehörenden Ostgebiete. Dies betraf insbesondere Matrikeln aus den damaligen Bistümern Allenstein, Danzig, Elbing, Gnesen, Pelplin und Thorn. Der Großteil dieser Bücher wurde mittlerweile allerdings an die heute zuständigen Diözesanarchive in Polen zurückgegeben.

### Bischöfliches Jugendamt
In der Diözese Regensburg gibt es 13 Außenstellen des Bischöflichen Jugendamtes. Arbeitsschwerpunkt der Jugendstelle ist die Qualifizierung der Mitarbeiter/-innen in den Pfarreien und die Koordination und Unterstützung der kirchlichen Jugendarbeit der Pfarreien. Wichtige Ansprechpartner sind insbesondere die Jugendverbände im jeweiligen Landkreis.

### Institut Papst Benedikt XVI.
Papst Benedikt XVI. hatte 2007 Bischof Gerhard Ludwig Müller mit der Herausgabe seiner gesammelten theologischen Werke beauftragt. Müller gründete zu diesem Zweck das „Institut Papst Benedikt XVI.“, dessen Leiter der spätere Regensburger Bischof Rudolf Voderholzer wurde. Das Institut ist im Gebäude des Regensburger Priesterseminars untergebracht, wo sich Bibliotheksräume und mehrere Archivräume befinden. Dort wird eine Spezialbibliothek aufgebaut, die dem Wirken von Joseph Ratzinger gewidmet ist. Das Institut gibt neben den „Joseph Ratzinger Gesammelte Schriften“ (JRGS) auch die „Ratzinger-Studien“ (RaSt), „Mitteilungen Institut Papst Benedikt XVI.“ (MIPB) und „Monographische Beiträge“ (MMIPB) heraus. Seit 2010 betreut das Institut zudem das Papst-Haus in Pentling.

### Studium Rudolphinum
1972 wurde auf Initiative des Regensburger Bischofs Rudolf Graber in Schwaz in Tirol ein Studienhaus eingerichtet, das der Philosophisch-Theologischen Lehranstalt der Franziskaner angegliedert war. 1975 zog das Studienseminar nach Heiligenkreuz bei Wien um. Die Seminaristen studierten nun an der zu den Zisterziensern gehörenden Philosophisch-Theologischen Hochschule in Heiligenkreuz. Nun wurde das Studienhaus auch als „Collegium Rudolphinum“ bezeichnet; der Name sollte auf den Gründer, Bischof Rudolf Graber, hinweisen. Im Oktober 2007 wurde das „Collegium Rudolphinum“ nach Regensburg übertragen und wurde „Studium Rudolphinum“ genannt. Motivation hierfür war, dass alle Regensburger Priesterseminaristen in einem Seminar leben sollten.
Das Studium Rudolphinum verfolgt den Dritten Bildungsweg, das Studium steht Seminaristen und Ordensleuten ohne Abitur offen. In diesem Rahmen soll mit Blick auf die Bedürfnisse der Seminaristen „ein eigener, auf ihre Situation abgestimmter Studiengang konzipiert“ werden. Die Studierenden absolvieren ein theologisches Studium. Die Studenten sind ein Teil der Regensburger Seminaristen, aber auch Ordensleute und Seminaristen anderer Bistümer.
Das Studium umfasst zehn Semester und ein vorbereitendes Jahr. Zugangsvoraussetzungen sind ein Hauptschulabschluss mit mindestens zweijähriger Berufserfahrung oder ein Realschulabschluss. Bei Spätberufenen ist ein Studium am Studium Rudolphinum auch mit Abitur möglich. Das Studium Rudolphinum wird von Christoph Binninger geleitet. Es ist in den Räumlichkeiten des Regensburger Priesterseminars untergebracht.

### Priesterseminar
1653 wurde in Regensburg die Dompräbende zum „Seminar zum Heiligen Wolfgang“ und zog 1679 in den Augsburger Hof um. In diesem Seminar konnten sechs Alumnen studieren. 1787 zog das Seminar in die Gebäude des 1773 aufgelösten Jesuitenordens um, nun konnten 40 Seminaristen im Seminar leben. In diese Zeit fällt das Wirken von Georg Michael Wittmann als Regens. 1809 wurde das Seminar von französischen Truppen beschossen und geriet in Brand. Nach mehreren wechselnden Aufenthalten wurde das Seminar 1823 in den Räumlichkeiten des ehemaligen Stiftes Obermünster untergebracht. Bischof Ignatius von Senestréy sicherte sich das ehemals von Benediktinern bewohnte Schottenkloster als Priesterseminar. Nach Umbauarbeiten konnte es 1872 bezogen werden. Dort befindet sich das Seminar noch heute. Als Seminarkirche dient die Schottenkirche St. Jakob.
Im ersten Jahr des Seminarlebens absolvieren die Seminaristen ein vorbereitendes Jahr, das sogenannte „Propädeutikum“. In den folgenden fünf Jahren folgt das Theologiestudium an der Universität Regensburg oder im dem Priesterseminar angeschlossenen „Studium Rudolphinum“. Für das dritte Studienjahr ist für die Studierenden der Universität ein sogenanntes „Freijahr“ vorgesehen, in dem sie an einer anderen Universität studieren und nicht im Priesterseminar leben. Im Anschluss an das Studium folgt der Pastoralkurs, der die angehenden Priester auf die Diakonen- und Priesterweihe vorbereitet. Geleitet wird das Priesterseminar von Regens Daniel Stark.

### Ostkirchliches Institut
Das „Ostkirchliche Institut“ ist Ausdruck der Verbindung der katholischen Kirche von Regensburg mit der Ostkirche. Es geht auf die Initiative von Bischof Rudolf Graber zurück: 1967 reiste er mit einer Delegation zum Patriarchen Athenagoras von Konstantinopel, um ein Programm der Zusammenarbeit zu erstellen. Vorarbeiten hierzu hatten bereits die Studenten Albert Rauch und Nikolaus Wyrwoll geleistet. Es folgten verschiedene Symposien, die Themen der Kirche aus katholischer und orthodoxer Perspektive beleuchteten. Seit 1967 erhielten zudem orthodoxe Theologen ein Stipendium, um sich an katholischen Fakultäten in Deutschland fortzubilden. Diese Stipendien werden auf die jeweiligen Studierenden angepasst und können daher sehr unterschiedliche Studieninhalte und -dauern beinhalten.
Seit 1976 war das Ostkirchliche Institut im ehemaligen Kapuzinerkloster in Regensburg untergebracht. Nachdem 2012 die Räumlichkeiten in das Eigentum eines Investors übergingen, arbeitet das Ostkirchliche Institut in Etterzhausen, Istanbul und Fribourg (Schweiz). Die Begleitung der Studierenden wurde an das Johann-Adam-Möhler-Institut in Paderborn übertragen. Das Institut gibt unter anderem die „Orthodoxia“ heraus, ein Verzeichnis aller orthodoxen Bischöfe.
2016 wurde in Regensburg das Ostkircheninstitut der Diözese Regensburg gegründet. Es steht in der Tradition des Ostkirchlichen Instituts. Ziel war eine Neukonzeption sowie eine Einbindung des Instituts in die Strukturen des Bistums Regensburg.

### Katholische Jugendfürsorge
Die Katholische Jugendfürsorge im Bistum Regensburg unterhält mehr als 70 Einrichtungen; rund 4.500 Mitarbeiter für die Katholische Jugendfürsorge in Regensburg. Jährlich werden mehr als 30.000 Menschen durch die Jugendfürsorge beraten und unterstützt. Dazu gehören Heime, Teilhabeeinrichtungen, Werkstätten für Menschen mit Behinderung, oder auch Einrichtungen der Jugendgerichtshilfe. Die Arbeit der Katholischen Jugendfürsorge wird vom Bistum Regensburg jährlich mit 3,7 Millionen Euro aus Kirchensteuermitteln bezuschusst. Dazu kommt finanzielle Unterstützung vom Staat.

### Caritas
Seit 1910 existierte ein Ortsverband des 1897 gegründeten Deutschen Caritasverbandes in Regensburg. 1922 wurde der Caritasverband Regensburg als Dachverband aller sozial-caritativen Aktivitäten der Caritas im Bistum Regensburg gegründet. Zum Verband gehören 927 Einrichtungen mit 21.668 Mitarbeitern. Die Caritas wird jedes Jahr von mehr als 350.000 Menschen erreicht. Neben dem Diözesanverband gibt es im Bistum Regensburg zehn Caritas-Kreisverbände, die als eigenständige Vereine organisiert sind. Unterhalb dieser Organisationsebene existieren zudem Caritas-Ortsverbände.
Dem Caritasverband angeschlossen sind Kindergärten, Obdachlosenarbeit und Suchtberatung, allgemeine Sozialberatungsstellen, Pflegeeinrichtungen, Beratungsstellen für Geflüchtete, Schuldnerberatung oder Schwangerschaftsberatungsstellen. Die Caritas im Bistum Regensburg weist eine Bilanzsumme von rund 200 Millionen Euro aus. 72 Prozent davon bestehen aus Immobilien. Zudem werden verschiedene Caritas-Einrichtungen in unterschiedlicher Höhe vom Staat bezuschusst. Weitere rund 8,5 Millionen bringt das Bistum Regensburg jedes Jahr aus Kirchensteuermitteln für die Caritas auf.

### Schwangerschaftsberatung
Die Caritas Regensburg unterhält Schwangerenberatungsstellen in Regensburg, Deggendorf, Landshut, Weiden und Straubing. Seit 2000 stellen diese Beratungsstellen keinen für eine straffreie Abtreibung erforderlichen Beratungsschein mehr aus. Pro Jahr beraten die Schwangerschaftsberatungsstellen in rund 9.000 Fällen. Zum größten Teil werden diese Beratungsstellen aus Kirchensteuermitteln finanziert.

## Kultur und Sehenswürdigkeiten

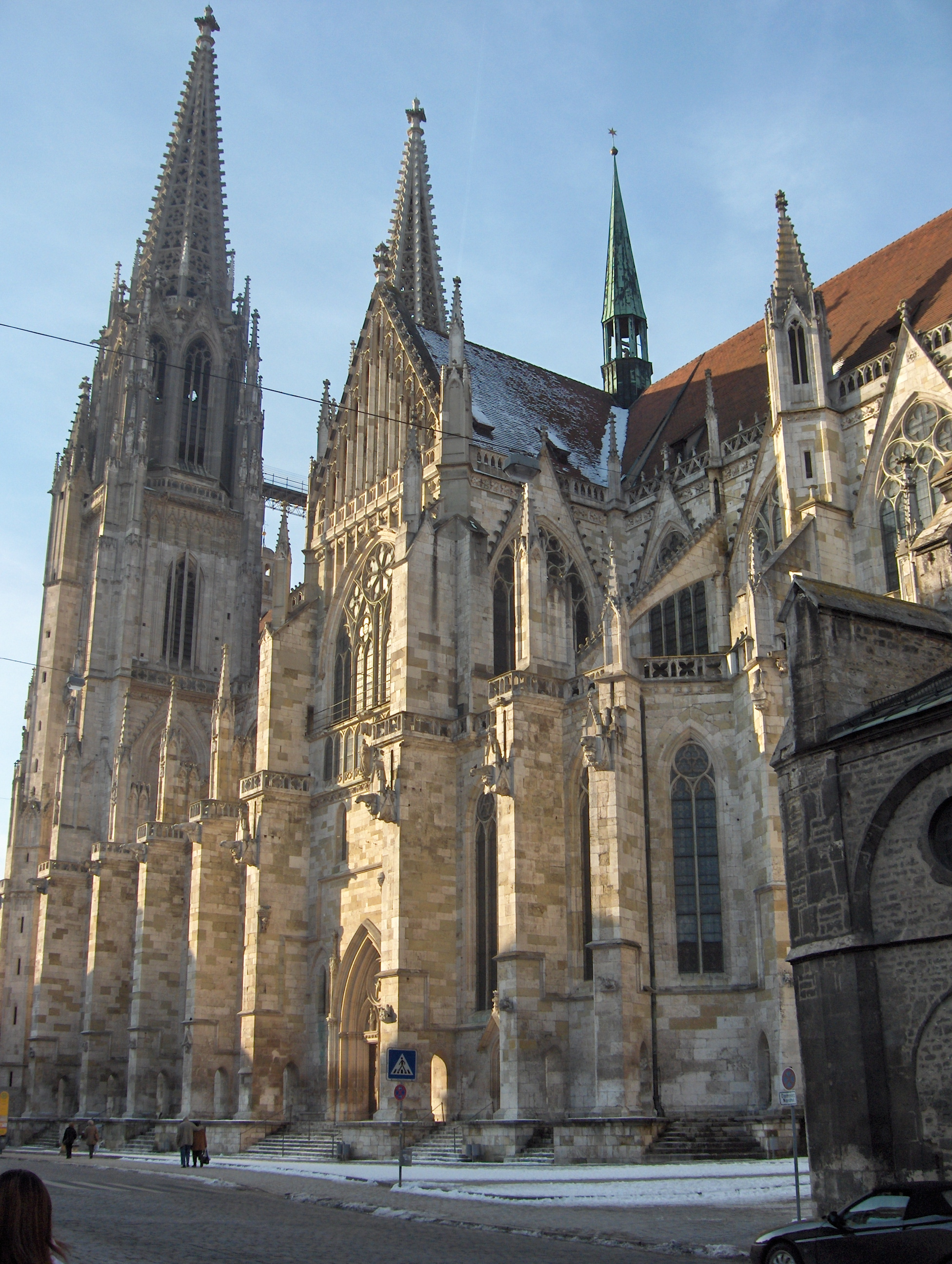
Dom St. Peter, Regensburg

### Kirchen
→ Siehe auch: Liste von Kirchengebäuden im Bistum Regensburg
- Dom St. Peter in Regensburg
- Basilica minor St. Emmeram in Regensburg
- Basilica minor und Kollegiatstiftskirche Unserer lieben Frau zur Alten Kapelle in Regensburg
- Dominikanerkirche St. Blasius in Regensburg
- Dompfarrkirche Niedermünster in Regensburg
- Schottenkirche St. Jakob in Regensburg
- Basilica minor St. Martin in Amberg
- Wallfahrtskirche Maria Hilf in Amberg
- Wallfahrtskirche Bogenberg im Landkreis Straubing-Bogen, älteste Marienwallfahrtskirche in Bayern
- Jugendstilkirche Maria Immaculata in Dietelskirchen im Landkreis Landshut
- Wallfahrtskirche zur Heiligsten Dreifaltigkeit in Kappl im Landkreis Tirschenreuth
- Benediktiner-Klosterkirchen in Metten (Landkreis Deggendorf), Rohr und Weltenburg (beide Landkreis Kelheim)
- Basilica minor St. Jakob in Straubing
- Basilica minor und Abteikirche Mariä Himmelfahrt und St. Johannes Evangelist in Waldsassen
- Pfarrkirche St. Josef in Weiden

### Kirchenmusik

#### Regensburger Domspatzen
Der Chor der Regensburger Domspatzen geht bis auf das Jahr 975 zurück, als Bischof Wolfgang eine Domschule gründete. Aufgabe der an der Schule aufgenommenen „Scolares“ war auch die musikalische Gestaltung der Liturgie im Regensburger Dom. Während des Dreißigjährigen Krieges musste die Präbende aufgelöst werden, konnte aber später wiedereröffnen. Im 19. Jahrhundert ging von Regensburg eine kirchenmusikalische Reformbewegung aus, die hauptsächlich von Carl Proske angetrieben wurde. Auf ihn geht die Tradition der Regensburger Domspatzen zurück, besonders den gregorianischen Choral und die altklassische Vokalpolyphonie zu pflegen. Ab 1925 traten die Domspatzen immer wieder auch außerhalb des kirchlichen Kontextes auf Konzerten auf. Seit 1948 haben die „Domspatzen“ ein eigenes Gymnasium. Der Chor wurde von 1964 bis 1994 von Georg Ratzinger, von 1994 bis 2019 von Roland Büchner geleitet. Seit 2019 leitet Christian Heiß den Chor.

#### Hochschule für katholische Kirchenmusik und Musikpädagogik
1874 wurde in Regensburg die „Kirchenmusikschule Regensburg“ gegründet und 1909 vom Bistum Regensburg als kirchliche Stiftung übernommen. Seit 2001 besteht die Kirchenmusikschule als „Hochschule für katholische Kirchenmusik und Musikpädagogik Regensburg“ und steht in der Trägerschaft der „Stiftung Kirchenmusikschule Regensburg“. An der Hochschule lehren 24 hauptamtliche Professoren und 60 Lehrbeauftragte. Sie unterrichten knapp 150 Studierende.

## Bedeutende Wallfahrten

### Fußwallfahrt nach Altötting
Im Jahr 1830 begann der Landwirt Andreas Pirzer (gestorben 1863) aus Kirchenbuch in der Pfarrei Wiefelsdorf eine Wallfahrt zu Fuß nach Altötting. Nur wenige Jahre später nahmen bereits 100 Wallfahrern teil. Die Wallfahrt beginnt bis heute am Donnerstag vor Pfingsten und erreicht zwei Tage später Altötting. Am Beginn der Wallfahrt wurde zunächst ein Gottesdienst in St. Kassian in der Regensburger Altstadt gefeiert. Der Weg der Wallfahrt ist dabei bis heute weitestgehend gleich geblieben. Der Eröffnungsgottesdienst wurde allerdings immer weiter aus der Innenstadt herausgeschoben, zunächst zur Kirche St. Peter am Bahnhof, dann nach St. Anton, heute beginnt die Wallfahrt in St. Albertus Magnus. Jährlich nehmen rund 8.000 Pilger an der Wallfahrt teil, die in drei Tagen 111 Kilometer zurücklegt. Die Wallfahrt musste seit ihrem Beginn noch nie ausfallen; selbst unter der nationalsozialistischen Herrschaft konnte die Wallfahrt, wenn auch unter Repressalien, stattfinden. Aufgrund der Corona-Pandemie konnte die 191. Wallfahrt 2020 nicht in gewohnter Weise durchgeführt werden. Diözesanbischof Rudolf Voderholzer und der Pilgerführer legten allerdings eine kurze Wegstrecke symbolisch zurück, damit die Wallfahrt nicht ausfallen musste.

### Mariahilfberg Amberg
Als Amberg 1634 von der Pest heimgesucht wurde, gelobten die Bürger der Stadt, eine Marienkapelle zu errichten. 1634 wurde das Gnadenbild, eine Kopie des Passauer Wallfahrtsbildes von Lucas Cranach d. Ä., in die Kirche übertragen. Nun ließ die Pest, die zuvor ganze Stadtviertel aussterben ließ, nach. Dies markiert den Beginn der Wallfahrt. Seit 1696 kümmern sich Franziskaner um die Wallfahrtsseelsorge. Weil die Wallfahrt immer größer wurde, war ab 1697 der Neubau einer größeren Kirche erforderlich. Höhepunkt des Wallfahrtsjahres in Amberg ist die als „Bergfest“ bezeichnete Wallfahrtswoche, die jährlich um das Fest Mariä Heimsuchung gefeiert wird.

### Bogenberg
Der Legende nach wurde 1104 eine Sandsteinfigur der Muttergottes von der Donau bis zum Bogenberg bei Bogen getragen. Graf Aswin ließ die Figur bergen und ihr auf dem Berg eine Kapelle errichten. Die Wallfahrt zog bald viele Pilger an. Hauptfest der Wallfahrt ist der Pfingstmontag, an dem Wallfahrer aus Holzkirchen eine 13 Meter lange Wachskerze bis auf den Berg tragen. Wegen der Mariendarstellung, die Maria noch schwanger zeigt, ist die Wallfahrtskirche auf dem Bogenberg insbesondere Anlaufstelle für Paare mit unerfülltem Kinderwunsch. Auch mit der Bitte um eine gelungene Geburt wenden sich viele Paare an Maria.

### Mindelstetten
Seit dem Tod der Anna Schäffer hat sich Mindelstetten eine Wallfahrt entwickelt. Anna Schäffer war eine einfache Dienstmagd, die 1901 einen Unfall hatte, der sie lebenslang ans Bett fesselte. Schon während ihres Leidens kamen viele Menschen zu Anna Schäffer, um dort Trost zu suchen. 1999 wurde Anna Schäffer seliggesprochen, 2012 heiliggesprochen. Das Grab von Anna Schäffer wurde zum Anziehungsort zahlreicher Pilger. In der Pfarrei Mindelstetten finden regelmäßig Gebetsnächte, Heilungsgottesdienste und Anbetungstage statt.

### Neukirchen beim Heiligen Blut
Der Legende nach fand ein Bürger um 1400 herum in der Nähe von Neukirchen eine auf dem Boden liegende Hostie. Diese zeigte ihm den Ort, an dem eine Kirche errichtet werden sollte und an der ebenfalls eine Marienstatue vergraben lag. Diese Statue scheint in den Hussitenkriegen vom Böhmen aus in Sicherheit gebrochen worden zu sein. Als im Rahmen der Hussitenkriege ein Hussit versucht haben soll, die Statute in einen Brunnen zu werfen, soll diese immer wieder aus dem Brunnen zurückgekehrt sein. Schließlich wollte er den Kopf der Statue zerschlagen, aus den Kerben der Figur soll daraufhin Blut geflossen sein. Aus der ursprünglichen Kapelle wurde eine größere Kirche, die 1610 aufgrund des großen Wallfahrtsandrangs verlegt werden musste. Die Wallfahrt nach Neukirchen zählte früher zu den bedeutendsten in ganz Bayern.

## Orden und Klöster

### Allgemeines
Im Bistum Regensburg befinden insgesamt 39 Frauengemeinschaften, die als Orden, Kongregationen, Säkularinstitute und ordensähnliche Vereinigungen organisiert sind. Sie bilden zusammen 61 Niederlassungen auf dem Gebiet des Bistums Regensburg. Zudem befinden sich auf dem Bistumsgebiet 21 Männergemeinschaften, die als Orden, Kongregationen und Gesellschaften des Apostolischen Lebens organisiert sind.

### Bedeutende Orden und Klöster

#### Benediktinerabtei Metten
Das Kloster Metten wurde etwa 766 vom Priester und Gutsherren Gamelbert gegründet. Der erste Abt war Utto. In Metten lebten bereits im 10. Jahrhundert Kanoniker, die Besitz in das Kloster mitbrachten und so die Mönche ersetzten. Herzog Heinrich Jasomirgott berief 1157 die Benediktiner wieder nach Metten. Die Mettener Kanoniker wiederum wurden nach Straubing verlegt. Im Zuge der Reformation verließen viele Mönche das Kloster, dazu kamen wirtschaftliche Schwierigkeiten; erst unter Abt Johannes Nablas (1595–1628) erfolgte ein neuerliche Aufschwung des Klosters. Ab 1712 wurde die Barockisierung der gotischen Kirche in Angriff genommen. Am 21. März 1803 wurde das Kloster Metten im Zuge der Säkularisation aufgelöst, Gebäude, Liegenschaften und Inventar gingen in staatliches Eigentum über. Ab 1830 war Metten das erste Benediktinerkloster in Bayern, das wiedereröffnet wurde. In der wiedererrichteten Abtei wurde eine Schule eingerichtet; 1851 konnte dort das erste Abitur abgelegt werden. Von Metten aus wurden in der Folgezeit weitere bayerische Klöster wiederbesiedelt: Augsburg, Scheyern, Weltenburg, St. Bonifaz in München. Auch die erste Gründung der Benediktiner in den USA in Latrobe (Pennsylvania) erfolgte durch einen Mönch der Benediktinerabtei Metten. Während des Ersten Weltkriegs wurde das Nachbarkloster Niederaltaich wiederbesiedelt. Bis heute betreibt die Benediktinerabtei Metten ein Gymnasium, das angeschlossene Internat wurde 2017 geschlossen.

#### Benediktinerabtei Rohr
1113 wurde in Rohr ein Augustinerchorherrenstift gegründet. 1632 wurde das Kloster von schwedischen Truppen geplündert; das Kloster verbrannte und nur die Kirche sowie einige Wirtschaftsgebäude blieben erhalten. 1648 quartierten sich dann kaiserliche Truppen in Rohr ein und legten wiederum Feuer. Anschließend wurden die Gebäude wieder errichtet und der Konvent konnte sich von der Krise erholen. 1803 wurde die Propstei im Zuge der Säkularisation aufgelöst. 1946 zogen in Rohr die Benediktiner von Braunau, die im Zweiten Weltkrieg vertrieben wurden, in Rohr ein. Bereits ein Jahr später gründeten die Mönche ein Gymnasium mit Internat. Das Gymnasium wird heute von rund 500 Schülerinnen und Schülern besucht.

#### Benediktinerabtei Weltenburg
Der Tradition nach soll das Kloster Weltenburg 617 als iroschottisches Kloster errichtet worden sein. Denkbar wäre, dass die Initiative dazu von Herzog Tassilo I. ausging. Weltenburg wäre dann das älteste Benediktinerkloster in Bayern. Jedenfalls ab 932 war das Kloster im Besitz des Regensburger Bischofs; Bischof Wolfgang ließ dort seine Pfalz errichten. 1803 wurde das Kloster aufgehoben, 1842 allerdings als Priorat der Abtei Metten wieder errichtet. Die Mönche betreiben dort heute ein Gästehaus.

#### Ursulinen Straubing
Zunächst wurde 1668 ein Ursulinenkloster in Landshut gegründet. Von dort wurden auch Ordensfrauen nach Straubing geschickt. Bald darauf begannen die Ordensfrauen mit dem öffentlichen Unterricht. 1809 traf die Säkularisation die Ursulinen, Straubing wurde zu einem Zentralkloster ernannt, in dem die Ordensfrauen bis zum Tod leben konnten. 1826 wurde hingegen vom Staat beschlossen, das Straubinger Kloster dürfe fortbestehen, 1827 wurde es offiziell wiedererrichtet. 1858 begründeten drei Straubinger Schwestern in Louisville (USA) ein neues Kloster, um dort die Kinder von Auswandererfamilien zu unterrichten. Unter den nationalsozialistischen Herrschern musste der Dienst in der Schule aufgegeben werden, die Schwestern musste alle ihre Gebäude abgeben. Bereits 1945 konnten die Ursulinen aber ihr Internat und das Gymnasium wiedereröffnen, 1947 auch eine Mittelschule. Heute betreiben die Ursulinen eine Realschule, ein Gymnasium und eine Fachakademie. 18 Schwestern leben heute im Konvent.

#### Zisterzienserinnen Waldsassen
Der Legende nach sollen zwei Adelige, Gerwig von Volmarstein und Markgraf Diepold von Vohburg, nach einem Turnierunfall ihr weltliches Leben bereut haben. Gerwig wurde Benediktiner in Siegburg, Diepold gründete das Kloster Reichenbach. Später soll Gerwig eine Fläche gerodet haben, um ein eigenes Kloster zu errichten – zufälligerweise auf den Besitztümern des Diepold. Tatsächlich ist historisch die Gründung des Zisterzienserklosters Waldsassen durch Diepold 1132/1133 belegt. Das Kloster fiel der Säkularisation zum Opfer; 1864 zogen Zisterzienserinnen aus Seligenthal wieder in das Kloster. Die Nonnen betreiben dort heute eine Mädchenrealschule, ein Gästehaus und ein Kultur- und Begegnungszentrum.

### Weitere wichtige Ordensniederlassungen
- Arme Schulschwestern
- Augustinerchorherrenstift Paring
- Barmherzige Brüder
- Dominikanerinnen Hl. Kreuz Regensburg
- Mallersdorfer Schwestern
- Passionisten Schwarzenfeld
- Prämonstratenserkloster Windberg
- Salesianer Don Boscos
- Zisterzienserinnenkloster Seligenthal

## Persönlichkeiten

### Patrone
- Hl. Wolfgang, Hauptpatron
- Hl. Emmeram, Nebenpatron
- Hl. Erhard, Nebenpatron

### Heilige und Selige
- Hl. Bonifatius
- Hl. Albertus Magnus
- Hl. Anna Schäffer
- Sel. Maria Theresia von Jesu Gerhardinger
- Sel. Friedrich von Regensburg
- Sel. Frater Eustachius Kugler OH

### Wichtige Bischöfe
- Emmeram von Regensburg, Heiliger, Märtyrer, Bischof, 2. Hälfte 7. Jh.
- Rupert, Heiliger, Bischof um 697 (unsicher)
- Erhard, Heiliger, Bischof vor 720
- Wolfgang, Heiliger, Bischof 972–994
- Albertus Magnus, Heiliger, genannt der Große, Bischof 1260–1262
- Karl Theodor von Dalberg, Kurfürst und Bistums-Administrator 1803–1805, Erzbischof, Metropolit und Primas von Deutschland 1805–1817
- Johann Michael von Sailer, Bischof 1829–1832
- Georg Michael Wittmann, „Ehrwürdiger Diener Gottes“, Titularbischof von Miletopolis und Weihbischof in Regensburg, ernannter Bischof von Regensburg 1832–1833
- Michael Buchberger, Theologe, 1927–1961 Diözesanbischof, ab 1950 mit dem persönlichen Titel Erzbischof
- Gerhard Ludwig Müller, Theologe, 2002–2012 Diözesanbischof, 2012–2017 Präfekt der Glaubenskongregation, Kardinal

## Eigenfeiern
Der Regionalkalender für das deutsche Sprachgebiet wird im Bistum Regensburg durch die folgenden Eigenfeiern ergänzt (In Klammern dahinter jeweils der Rang und die liturgische Farbe):
- 05. Januar: Johannes Nepomuk Neumann; Missionar und Bischof von Philadelphia (g – Weiß)
- 08. Januar: Erhard von Regensburg; Missionsbischof im Elsass und in Regensburg, Nebenpatron der Diözese (F – Weiß)
- 03. März: Liberat Weiß und Gefährten; Märtyrer, Missionar des Franziskanerordens (g – Rot)
- 01. Mai: Maria, Schutzfrau Bayerns (H – Weiß)
- 09. Mai: Maria Theresia von Jesu Gerhardinger; Ordensschwester und Gründerin der Armen Schulschwestern von Unserer Lieben Frau (g – Weiß)
- 10. Juni: Eustachius Kugler OH; Ordensmann (g – Weiß)[144]
- 30. Juni: Jahrestag der Weihe des Domes (F, im Dom H – Weiß)
- 22. September: Emmeram von Regensburg; Märtyrer, Missionsbischof in Bayern und besonders in Regensburg, beigesetzt im Kloster Sankt Emmeram, Nebenpatron der Diözese (F – Rot)
- 05. Oktober: Anna Schäffer; Dulderin, Mystikerin (g – Weiß)
- 15. Oktober (bzw. am darauffolgenden Sonntag): Jahrestag der Weihe der Kirchen, die ihren Weihetag nicht kennen – Kirchweih (H – Weiß)
- 31. Oktober: Wolfgang von Regensburg; Missionar und Bischof von Regensburg, Hauptpatron der Diözese (H – Weiß)
- 03. November: Rupert Mayer; Jesuitenpater und Präses der Marianischen Männerkongregation, Mitglied des katholischen Widerstands zur Zeit des Nationalsozialismus (g – Weiß)
- 15. November: Albert der Große; Bischof von Regensburg, Kirchenlehrer (F – Weiß)
- 29. November: Friedrich von Regensburg; Augustiner-Laienbruder (g – Weiß)
- 04. Dezember: Adolph Kolping; Priester, Gründer des Kolpingwerkes, bekannt für seine Auseinandersetzung mit der sozialen Frage (g – Weiß)

Anmerkung: Für die Rangfolge gelten folgende Abkürzungen in folgender Reihenfolge:
H: Hochfest (Sollemnitas)
F: Fest (Festum)
G: gebotener Gedenktag (Memoria obligatoria)
g: nicht-gebotener Gedenktag (Memoria ad libitum) 